# Robin Bryntesson
Kjell Magnus Robin Bryntesson es un esquiador sueco, activo en competencia desde 2003.  

## Carrera
Su única victoria en la Copa Mundial tuvo lugar en el Whistler Olympic Park en el evento de sprint por equipos el 17 de enero de 2009. 
También ganó siete carreras FIS durante su carrera desde 2007. 
Ganó una medalla de plata como guía visual de Zebastian Modin en los Juegos Paralímpicos de Invierno 2018 en Pieonchang.

## Palmarés
Todos los resultados provienen de la Federación Internacional de Esquí (FIS).

### Copa Mundial

#### Clasificación de temporada
| Temporada | Edad | Clasificación de disciplina | Clasificación de disciplina | Clasificación de disciplina | Clasificaciones de Ski Tour | Clasificaciones de Ski Tour | Clasificaciones de Ski Tour |
| Temporada | Edad | En general                  | Distancia                   | pique                       | Abierto nórdico             | Tour de Esquí               | Final de la Copa Mundial    |
| --------- | ---- | --------------------------- | --------------------------- | --------------------------- | --------------------------- | --------------------------- | --------------------------- |
| 2004      | 18   | NC                          | -                           | NC                          |                             |                             |                             |
| 2006      | 20   | 147                         | NC                          | 65                          |                             |                             |                             |
| 2007      | 21   | 118                         | -                           | 56                          |                             | -                           |                             |
| 2008      | 22   | 61                          | -                           | 24                          |                             | -                           | -                           |
| 2009      | 23   | 104                         | -                           | 56                          |                             | -                           | -                           |
| 2010      | 24   | 95                          | -                           | 46                          |                             | -                           | -                           |
| 2011      | 25   | 76                          | -                           | 36                          | -                           | -                           | -                           |
| 2012      | 26   | 71                          | -                           | 32                          | -                           | -                           | -                           |
| 2013      | 27   | 111                         | -                           | 61                          | -                           | -                           | -                           |
| 2014      | 28   | 149                         | -                           | 92                          | -                           | -                           | -                           |

#### Podios de equipo
- 1 victoria - (1 TS )
- 2 podios - (2 TS )

| N.º | Temporada | Fecha                  | Ubicación            | Carrera                      | Nivel        | Sitio        | Compañero de equipo |
| --- | --------- | ---------------------- | -------------------- | ---------------------------- | ------------ | ------------ | ------------------- |
| 1   | 2008-09   | 18 de enero de 2009    | Whistler, Canadá     | 6 × 1.6 km Equipo Sprint F   | Copa Mundial | Primer lugar | Jönsson             |
| 2   | 2009-10   | 6 de diciembre de 2009 | Düsseldorf, Alemania | 6 6 × 1,5 km Equipo Sprint F | Copa Mundial | Tercer lugar | Lind                |